# Jan Žižka
Jan Žižkaⓘ z Trocnova (ur. ok. 1360 w Trocnovie, zm. 11 października 1424 w Přibyslaviu) – przywódca i strateg taborytów w czasie wojen husyckich. Czeski bohater narodowy.

## Życiorys
W 1399 utracił cały majątek i musiał opuścić Trocnov. W latach 1409–1419 był najemnikiem walczącym w oddziale Jana Sokoła z Lamberka, który dowodził czeskimi oddziałami m.in. na służbie polskiej w bitwie pod Grunwaldem, później na służbie u króla Wacława IV.
W pierwszym okresie rewolucji husyckiej (lipiec – listopad 1419) Jan Žižka nie odgrywał znaczącej roli politycznej, pozostał w cieniu księdza Jana Želivskiego i Mikuláša z Husi. Od listopada 1419 Žižka dowodził husytami w Pilźnie. W marcu 1420 naciskany przez wojska wierne królowi musiał opuścić Pilzno. 25 marca 1420 pod Sudomierzem zaatakowany przez wojska królewskie, mając do dyspozycji 400 żołnierzy, 12 wozów i 9 jeźdźców przez kilka godzin odpierał ataki przeważających liczebnie oddziałów. Po dotarciu do Táboru, na początku kwietnia został wybrany jednym z czterech hetmanów. 17 maja 1420 Jan Žižka na czele 3000 żołnierzy wyruszył z Taboru na odsiecz Pradze. Po śmierci Mikuláša z Husi (koniec 1420) został pierwszym hetmanem taborytów.
Lata 1420–1424 to okres ciągłych walk. Jan Žižka najpierw walczył z krzyżowcami sprowadzanymi przez Zygmunta Luksemburskiego do Czech, a następnie prowadził akcje pacyfikacyjne przeciw sojusznikom króla w pd. Czechach. W czerwcu 1421 w czasie oblężenia zamku Rabí został ranny w drugie oko i niemal całkowicie stracił wzrok.
Husyci zmuszeni walczyć z liczniejszym przeciwnikiem wypracowali oryginalny sposób walki, w którym pierwszoplanowe znaczenie miało wykorzystanie wozów taborowych jako ruchomych murów. Jan Žižka dzięki tej taktyce, znanej jako Wagenburg, odniósł zwycięstwa w wielu bitwach.
Zmarł w Přibyslaviu w 1424 roku. Jako hetmana zastąpił go Prokop Wielki.
Jan Žižka uznawany jest za jednego z najwybitniejszych dowódców w historii. Nie przegrał żadnej bitwy. Stosował nowatorskie rozwiązania, znacznie wyprzedzając swoje czasy. Wynalezione przez niego opancerzone wozy, uzbrojone w niewielkie działa i rusznice, bywają uznawane za pierwowzór czołgów, wyprzedzający je o około 500 lat. Podobne wozy były stosowane w późniejszych latach przez armie wielu krajów.

## Upamiętnienie

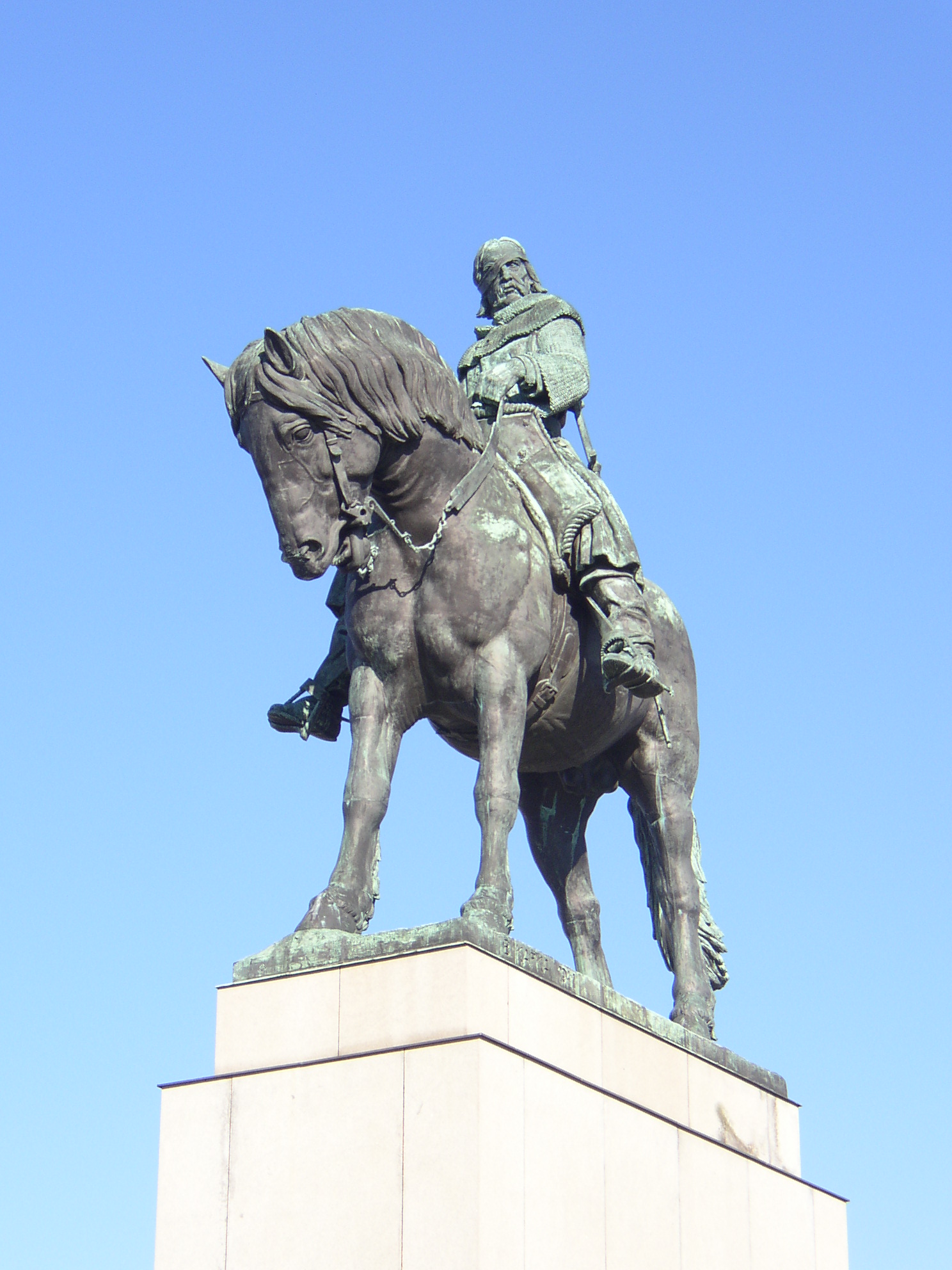
Pomnik Jana Žižki na Witkowej Górze w Pradze

Imieniem Žižki nazywano szereg czeskich i czechosłowackich oddziałów wojskowych, począwszy od 3 pp. 1 Husyckiej Dywizji Korpusu Czechosłowackiego walczącego w I wojnie światowej i wojnie domowej w Rosji. W czasie II wojny światowej jego imię nosił największy oddział partyzancki w Protektoracie Czech i Moraw. W 1943 czechosłowaccy ochotnicy w Sławonii sformowali oddział jego imienia w partyzantce Josipa Broz Tito.
- W 1892 roku w Borovanach w pobliżu miejsca jego urodzenia odsłonięto jego pierwszy pomnik[3].
- W 1877 podpraskie osiedle Rudolfov (dziś to jedna z dzielnic Pragi) nazwano Žižkov[4].
- W latach 1929–1932 w Pradze wzniesiono monumentalny pomnik Jana Žižki, który stoi przed frontem Narodowego Miejsca Pamięci na Witkowej Górze.
- We Wrocławiu[5], Olsztynie[6] i Warszawie[7] istnieją ulice noszące spolszczoną formę Jana Žižki.
- W Jeleniej Górze znajduje się park imienia Jana Žižki przy ulicy Lipowej[8].
- Imieniem Jana Žižki nazwano polski drobnicowiec zbudowany w 1961 r. w stoczni w Szczecinie i pływający do 1983[9].
- W 1946 ustanowiono w Czechosłowacji order jego imienia (Czechosłowacki Dowódczy Order Jana Žižki z Trocnova, cz. Československý velitelský řád Jana Žižky z Trocnova), nadawany wyższym oficerom za wybitne dowodzenie podczas II wojny światowej.

## W kulturze
- W 1956 w komunistycznej Czechosłowacji powstał film Jan Žižka w reżyserii Otakara Vávry. We wrześniu 2022 na ekrany czeskich kin wszedł film biograficzny Wojna królów w reżyserii Petra Jákla[3].
- Występuje jako jedna z ważniejszych postaci w fabularnej grze akcji Kingdom Come: Deliverance II z 2025 roku[10].